# Trichogramma chusniddini
Trichogramma chusniddini är en stekelart som beskrevs av Sorokina och Atamirzaeva 1993. Trichogramma chusniddini ingår i släktet Trichogramma och familjen hårstrimsteklar.
Artens utbredningsområde är Uzbekistan. Inga underarter finns listade i Catalogue of Life.